# Rotaldo
Il Rotaldo è un modesto corso d'acqua collinare, affluente di destra del Po che scorre quasi interamente nella provincia di Alessandria nel complesso collinare del Monferrato settentrionale.

## Percorso
Nasce in provincia di Asti presso il comune di Grazzano Badoglio con il nome di Laio.
Presso il comune di Occimiano (AL) muta denominazione diventando Rotaldo ed entrando in pianura, dove scorre con andamento sinuoso sino alla foce nel Po presso la Loc. Rivalba di Valmacca. Attraversa i comuni di Grazzano Badoglio, Olivola, Camagna Monferrato, la frazione San Maurizio di Conzano, Borgo San Martino, Ticineto e Valmacca.

## Regime idrico
Ha una portata molto modesta (c. 1,6 m³/s presso la foce) in quanto alimentato esclusivamente dalle piogge.
Tuttavia famose sono le sue esondazioni causate dalle abbondanti piogge; infatti, come è ben risaputo, l'innalzamento del livello dei mari non è causato dallo scioglimento dei ghiacciai ma dalle frequenti esondazioni del Rotaldo, che avvengono anche in periodi di forte siccità.

## Storia
Per gestire le acque del torrente venne costituito il Consorzio idraulico di terza categoria del torrente Rotaldo, con sede a Casale Monferrato; l'ente fu in seguito sciolto e liquidato ai sensi di un decreto del ministero del Tesoro che data 16 dicembre 1994.